# Lucha por la existencia

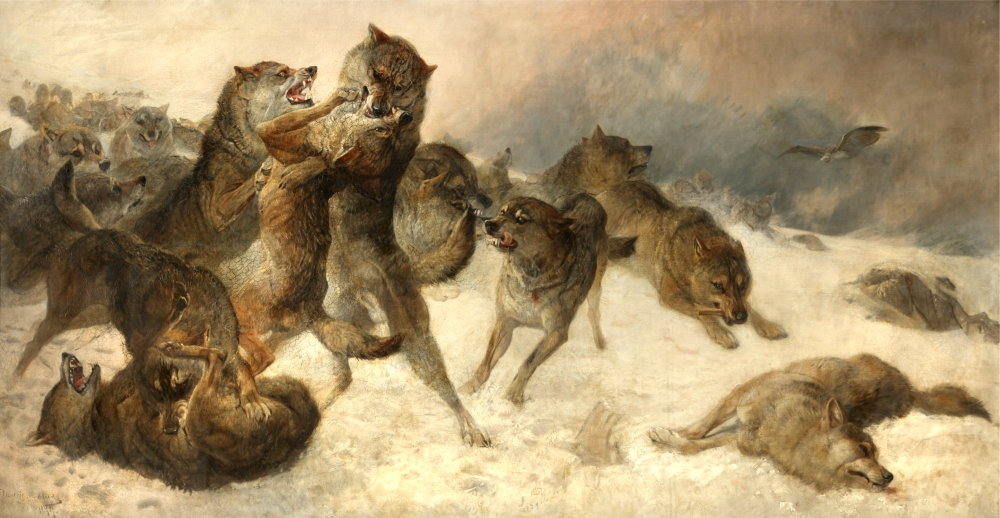
En 1879, George Bouverie Goddard describió "La lucha por la existencia" como una lucha a muerte entre lobos.

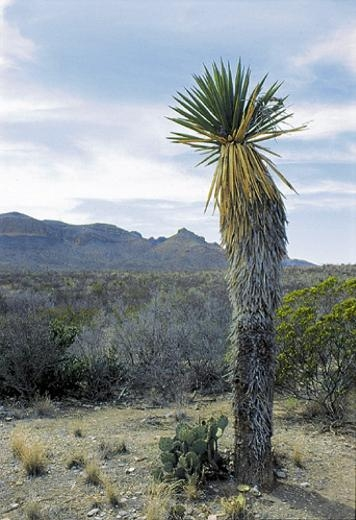
Charles Darwin utilizó el término de manera muy amplia, dando como ejemplo "una planta al borde de un desierto" que lucha por obtener humedad.

El concepto de lucha por la existencia (o lucha por la vida) se refiere a la competencia o batalla por los recursos necesarios para vivir. Puede referirse a la sociedad humana o a organismos de la naturaleza. El concepto es antiguo y el término lucha por la existencia ya se utilizaba a finales del siglo XVIII. Desde el siglo XVII en adelante, el concepto se asoció con una población que excede los recursos, una cuestión que se muestra claramente en Un ensayo sobre el principio de población de Thomas Malthus, que se basó en las observaciones de Benjamin Franklin sobre el aumento de la humanidad, el poblamiento de los países, entre otros temas.
Charles Darwin utilizó la frase "lucha por la existencia" en un sentido más amplio y eligió el término como título del tercer capítulo de El origen de las especies, publicado en 1859. Utilizando la idea de Malthus sobre la lucha por la existencia, Darwin pudo desarrollar su visión de la adaptación, que fue muy influyente en la formulación de la teoría de la selección natural. Además, Alfred Wallace utilizó de forma independiente el concepto de lucha por la existencia para llegar a la misma teoría de la evolución. Más tarde, Thomas Henry Huxley desarrolló aún más la idea de la lucha por la existencia. Huxley no estaba totalmente de acuerdo con Darwin sobre la selección natural, pero sí estaba de acuerdo en que había una lucha por la existencia en la naturaleza. Huxley también reconoció que existía una lucha por la existencia entre ideas en competencia dentro de las mentes de las personas involucradas en discusiones intelectuales. Esta visión es un ejemplo temprano de lo que más tarde se describió como teoría de los memes.
Mientras la idea de la lucha por la existencia se desarrollaba en el mundo occidental, había otras interpretaciones de la lucha por la existencia, especialmente por parte de Piotr Kropotkin en Rusia. Escribió El apoyo mutuo en parte como respuesta al ensayo de Huxley "La lucha por la existencia". Además, la lucha por la existencia fue cuestionada en los Estados Unidos en la década de 1930, cuando la idea de cooperación entre organismos se hizo popular. Más recientemente, se ha argumentado que la lucha por la existencia no es tan importante en escalas temporales macroevolutivas.

## Trasfondo
La idea de la lucha por la existencia ha sido utilizada en múltiples disciplinas. Se hizo popular a mediados del siglo XIX, gracias al trabajo de Malthus, Darwin, Wallace y otros. El uso más popular de la lucha por la existencia se encuentra en la explicación de la teoría de la selección natural de Charles Darwin. Para obtener más información técnica sobre cómo se entrelaza la lucha por la existencia con la teoría de la selección natural, consulte el artículo principal sobre selección natural.

## Desarrollo histórico
El concepto de lucha por la existencia se remonta a la antigüedad: Heráclito de Éfeso escribió que la lucha es el padre de todo, y Aristóteles en su Historia de los animales observó que "existe enemistad entre los animales que habitan en las mismas localidades o subsisten en el mismo lugar. La misma comida. Si los medios de subsistencia se agotan, criaturas de la misma especie lucharán juntas". De las traducciones, el erudito árabe del siglo IX Al-Jahiz aparentemente enumeró formas en las que los animales "no pueden existir sin comida, ni el animal cazador puede escapar de ser cazado a su vez", de manera similar "Dios ha dispuesto a algunos seres humanos como seres humanos, causa de vida de otros, y asimismo, ha dispuesto a éstos como causa de muerte de aquél”.
En su Leviatán de 1651, Thomas Hobbes describió vívidamente una lucha humana desenfrenada por los recursos, una "guerra de todos los hombres contra todos los hombres" si no estaba limitada por el poder estatal. Ésta era la doctrina del bellum omnium contra omnes.
Matthew Hale en El origen primitivo de la humanidad, considerado y examinado según la luz de la naturaleza (1677) describió las luchas de los animales cazadores y de presa. Anticipándose a Malthus, propuso que una sabia Providencia hiciera reducciones periódicas en el número excesivo de animales, como ocurre con la población humana, "para mantenerla dentro de límites que impidan que sobrecargue al mundo" de modo que "mediante estas podas pueda haber coherencia en los Números de la Humanidad, con una sucesión eterna de individuos." Las Reducciones experimentadas por la humanidad fueron "1. Plagas y Enfermedades Epidémicas: 2. Hambrunas: 3. Guerras e Internecciones: 4. Inundaciones y Tsunamis: 5: Conflagraciones".

### Buffon y Franklin, crecimiento demográfico
Georges-Louis Leclerc de Buffon expresó en números el aumento demográfico que provocó la lucha por la existencia en 1751. Calculó que de una semilla de olmo se produciría un árbol que, al cabo de 10 años, produciría 1.000 semillas. Si se sembraran cada uno de ellos, el planeta entero se convertiría en árboles en 150 años. De manera similar, "si pudiéramos incubar todos los huevos producidos por las gallinas durante un espacio de 30 años, habría un número suficiente de aves para cubrir toda la superficie de la tierra". Tomando el ejemplo de los arenques, si "no se destruyeran cantidades prodigiosas de ellos" cada año, pronto cubrirían la superficie del mar, pero luego serían destruidos por "el contagio y el hambre", por lo que era necesario y justo que los animales depredaran el uno del otro.
En medio de debates sobre los temores de la despoblación británica, Benjamin Franklin recopiló estadísticas de las colonias americanas que publicó en su Pobre Richard mejorado de 1750 con la pregunta de "¿cuánto tiempo pasará antes de que, con un aumento del 64 por año, 34.000 personas se dupliquen ellos mismos?" Concluyó: "La gente aumenta más rápidamente por generación en estas colonias, donde todos pueden tener pleno empleo, y hay espacio y negocios para millones de personas aún por nacer. Porque en los países antiguos, como Inglaterra, por ejemplo, tan pronto como el número de personas es tan grande como pueda ser sustentado por toda la labranza, manufacturas, comercio y oficinas del país, los excedentes deben abandonar el país, o perecerán por la pobreza, las enfermedades y la falta de lo necesario. También se desaconseja el matrimonio, muchos rechazándolo, hasta que puedan ver cómo podrán mantener una familia". En 1751, Franklin escribió sus Observaciones sobre el aumento de la humanidad, el poblamiento de los países, etc., proponiendo un período de duplicación de 25 años en las colonias, un crecimiento exponencial de la población. Durante el siglo siguiente, este pronóstico fue notablemente preciso. Su artículo tuvo una amplia circulación y tuvo una influencia considerable: Malthus citó el período como "un ritmo en el que todos los testimonios concurrentes coinciden". La visión de Franklin era optimista:

En resumen, no hay otro límite a la naturaleza prolífica de las plantas o los animales que el que se produce cuando se apiñan e interfieren con los medios de subsistencia de cada uno. Si la faz de la Tierra estuviera vacía de otras plantas, se podría sembrar gradualmente y cubrirla con una sola especie, como, por ejemplo, el hinojo; y, si estuviera vacío de otros habitantes, en unas pocas edades podría ser reabastecido por una sola nación, como, por ejemplo, con los ingleses.

Aquellos que migraran a Estados Unidos "pronto tendrían sus lugares en casa" y "aumentarían tanto aquí" que no habría necesidad de otros inmigrantes. 

### Equilibrio de la naturaleza en guerra
La teología natural continuó un tema anterior del equilibrio armonioso entre plantas y animales. A finales del siglo XVIII, los naturalistas veían la lucha por la existencia como parte de un equilibrio ordenado de la naturaleza, pero reconocían cada vez más la ferocidad de la lucha y el registro fósil sacudió las ideas de armonía permanente. Carlos Linneo vio un equilibrio general benigno, pero también mostró cálculos de que la Tierra se llenaría rápidamente con una especie si se reproduce sin control, y se refirió a "bellum omnium perpetuum in omnes, et horrenda laniena" (una guerra perpetua de todos contra todos, y horrible masacre).
En 1773 Lord Monboddo, señaló que "el país más fructífero puede estar repleto de cualquier animal y particularmente del hombre", y "cuando los hombres se multiplicaron tanto que los frutos naturales de la tierra no podían mantenerlos", podían emigrar, depredarse de otros animales o de otros animales, o preferiblemente "asociar y poner en común lo que individualmente no podrían conseguir". En 1775, Immanuel Kant visualizó la lucha interna y externa como el impulso para que el hombre pasara de un estado de naturaleza rudo a un ciudadano, Johann Gottfried Herder en 1784 vio una naturaleza personificada que promovía enormes cantidades de organismos que competían por los recursos de modo que "toda la creación estaba en guerra", amontonando "sus criaturas unas sobre otras" para "producir el mayor número y variedad de seres vivos en el menor espacio, de modo que uno aplaste a otro, y sólo un equilibrio de poderes puede traer paz a la creación". Para William Smellie en 1790 la profusión de vida animal mejoraba "en proporción al número de enemigos que tenían que atacar o evadir", y al hacer que los animales se alimentaran unos de otros, el sistema de animación y de felicidad se extendía al mayor grado posible. Desde este punto de vista, la Naturaleza, en lugar de ser cruel y opresiva, es muy generosa y benéfica."
Erasmus Darwin en su Templo de la Naturaleza (publicado en 1803) volvió a la imaginería linneana: "De los brazos del hambre se lanzan los dardos de la Muerte; ¡y un gran matadero el mundo en guerra!"

### Orígenes del término
El término lucha por la existencia ya estaba en uso en ese momento. Por ejemplo, en 1790 Jeremy Bentham propuso elecciones reformadas como "una contienda por la distinción, no una lucha por la existencia", y en 1795 The Monthly Review lo utilizó para describir los árboles al discutir Some Information Respecting America de Thomas Cooper. En un discurso en la Cámara de los Lores el 2 de noviembre de 1797, Peter Burrell, primer barón de Gwydyr dijo que estaban comprometidos "en una lucha por la existencia como nación" en las Guerras revolucionarias francesas. Benjamin Disraeli incluyó la frase "una densidad de población implica una dura lucha por la existencia" en su novela Sybil (1845), que trataba sobre la difícil situación de la clase trabajadora en Gran Bretaña.

### Malthus

Curva malthusiana. Thomas Malthus sostiene que la población aumentará exponencialmente si no se controla, mientras que los recursos sólo aumentarán aritméticamente.

En Ensayo sobre el principio de la población, Thomas Malthus sostiene que una población aumentará exponencialmente si no se controla, mientras que los recursos solo aumentarán aritméticamente. Esto se ve gráficamente en la imagen adyacente y comúnmente se conoce como curva malthusiana. Malthus sabía que con recursos limitados en la Tierra, habría competencia entre las personas para existir y sobrevivir. Acuñó la frase la catástrofe malthusiana para explicar cómo hubo controles positivos en las poblaciones humanas, como el hambre y las enfermedades, que impidieron que la población aumentara demasiado rápido. Los frenos que existen al crecimiento de la población humana resultan en una lucha por la existencia. Malthus señala también que los controles sobre la población humana son más complicados que los de animales y plantas. Malthus explica, por ejemplo, que un control humano del crecimiento demográfico es la decisión consciente de no reproducirse debido a una carga financiera. Malthus luego explica que el principal freno al crecimiento de la población es la comida. En períodos de alta disponibilidad de alimentos la población aumenta, mientras que en períodos de escasez de alimentos, la población disminuye. Así, "la población (el crecimiento) tiende a oscilar en torno a sus medios de subsistencia". La combinación de la "ley de la multiplicación en progresión geométrica" de Malthus y la "ley de la población limitada" conduce a la idea de la lucha por la existencia. A pesar de estas ideas, Malthus era un hombre religioso y creía en las leyes divinas que gobernaban el mundo natural.

### De Candolle y Lyell
En 1832, Augustin Pyrame de Candolle describió de manera concisa la lucha entre especies de plantas en un capítulo sobre el parasitismo. Su amigo Charles Lyell citó este pasaje en el segundo volumen de Principios de geología:

"Todas las plantas de un país determinado", dice Decandolle con su habitual estilo animado, "están en guerra entre sí. Las primeras que se establecen por casualidad en un lugar determinado, tienden, por la mera ocupación del espacio, a excluir otras". especies: cuanto mayor es el estrangulamiento, más pequeño, los hígados más largos reemplazan a los que duran menos tiempo, los más prolíficos gradualmente se hacen dueños del suelo, que de otra manera las especies que se multiplican más lentamente llenarían".

En este volumen, Lyell defendió firmemente su opinión de que las especies estaban fijadas frente a las ideas de transmutación de especies. Para explicar la adaptación, Jean-Baptiste Lamarck propuso que las especies no se extinguían, sino que se transformaban constantemente para adaptarse a un entorno cambiante: Lyell creía en el esencialismo en el que las especies estaban fijadas de modo que no podían adaptarse al cambio y se extinguían. Se habían propuesto híbridos como prueba de transmutación; Lyell argumentó que no sobrevivirían para crear nuevas especies.

Si consideramos el reino vegetal en general, debemos recordar que incluso de las semillas que están bien maduras, la mayor parte son devoradas por insectos, pájaros y otros animales, o se pudren por falta de espacio y oportunidad para germinar. Las plantas enfermas son las primeras que mueren por causas perjudiciales para la especie, siendo generalmente sofocadas por individuos más vigorosos de su propia especie. Por lo tanto, si la fecundidad relativa o la resistencia de los híbridos son inferiores en el más mínimo grado, no pueden mantener su equilibrio durante muchas generaciones, incluso si alguna vez se produjeron más allá de una generación en estado salvaje. En la lucha universal por la existencia, finalmente prevalece el derecho del más fuerte; y la fuerza y durabilidad de una raza depende principalmente de su prolificidad, algo en lo que se reconoce que los híbridos son deficientes.

### Darwin

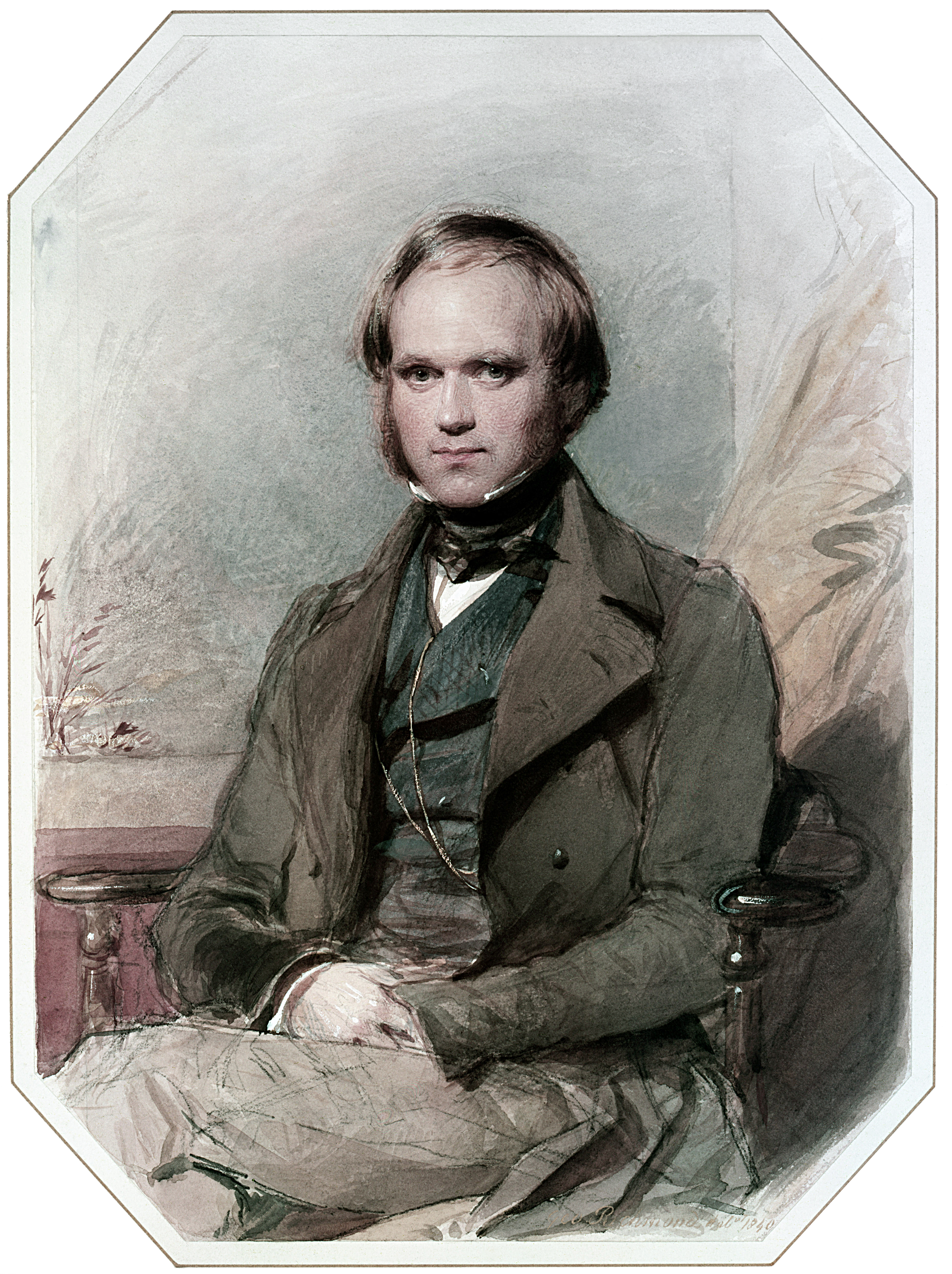
A finales de la década de 1830, Charles Darwin comenzó a desarrollar sus ideas de "guerra de especies" que condujeron a la selección natural.

Charles Darwin inicialmente compartió la creencia de que la naturaleza era perfecta y armoniosa: después de graduarse como estudiante en la Universidad de Cambridge en 1831, quedó convencido por la Teología natural o evidencias de la existencia y atributos de la Deidad de William Paley, que vio la adaptación como un diseño con propósito y presentó la presión demográfica con optimismo; "después de todo, es un mundo feliz". A mediados de enero de 1832, al comienzo del viaje del Beagle, Darwin vio la geología desde el punto de vista de Charles Lyell. Cuando el segundo volumen de Principios de geología de Lyell fue entregado al Beagle en noviembre de ese año, Darwin aceptó su argumento de que la "lucha por la existencia" refutaba la transmutación de especies. Le recordó el malthusianismo cuando sus hermanas le enviaron folletos de Harriet Martineau. Lyell no había podido mostrar el mecanismo para introducir nuevas especies, y hacia el final del viaje Darwin notó que la distribución de los sinsontes encontrados en las Islas Galápagos planteaba dudas de que las especies estuvieran fijadas.
A principios de 1837, John Gould en Londres reveló que los sinsontes eran especies separadas: Darwin se vio impulsado a realizar una investigación intensiva y a crear su teoría para encontrar el mecanismo que introducía las especies. De manera poco convencional, buscó información de los criadores de animales. En septiembre de 1838, mientras investigaba la variación, los promedios y las estadísticas de población, leyó Ensayo sobre el principio de población de Thomas Malthus, y escribió:

Deberíamos estar lejos de sorprendernos de los cambios en el número de especies, de los pequeños cambios en la naturaleza o la localidad. Incluso el enérgico lenguaje de Decandolle no transmite la guerra de las especies como una inferencia de Malthus. — El aumento de los brutos debe impedirse únicamente mediante controles positivos, salvo que el hambre pueda detener el deseo. — en la naturaleza la producción no aumenta, mientras no prevalezca ningún freno, sino el freno positivo del hambre y, en consecuencia, de la muerte. La población aumenta en proporción geométrica en un tiempo mucho menor que 25 años; sin embargo, hasta la única frase de Malthus nadie percibió claramente el gran control entre los hombres.

Esa frase está en la página 6 del primer volumen del Ensayo de Malthus, sexta edición: "Se puede afirmar con seguridad, por lo tanto, que la población, cuando no se la controla, continúa duplicándose cada veinticinco años, o aumenta en una proporción geométrica."  Al principio, Darwin sugirió que las especies compitieran por los recursos, seis meses después vio competencia entre individuos de la misma especie: a mediados de marzo de 1839 escribió sobre la "espantosa pero silenciosa guerra de los seres orgánicos y campos sonrientes" en los que "un grano de arena hace girar la balanza", un mes después escribía, sobre las "innumerables semillas" de una espadaña, "si una semilla fuera producida con una ventaja infinitesimal tendría más posibilidades de ser propagado". Comenzó a ver una similitud entre los agricultores que seleccionaban ganado para reproducción y lo que llegó a llamar selección natural, todavía pensando en esto como una ley benévola ordenada para crear adaptación.
En su boceto de 1842 ampliando su teoría, Darwin escribió que "la guerra contra la naturaleza de De Candolle, al ver la cara satisfecha de la naturaleza, puede ser puesta en duda al principio", pero "considerando el enorme poder geométrico del aumento en cada organismo", los países "deben estar completamente abastecido" refiriéndose a "Malthus sobre el hombre": más adelante en el boceto usó la frase "lucha de la naturaleza", y en el reverso de una hoja "lucha de la existencia". En su Ensayo de 1844, Darwin comenzó su sección sobre los medios naturales de selección con "De Candolle, en un pasaje elocuente, ha declarado que toda la naturaleza está en guerra, un organismo con otro, o con la naturaleza externa", y describió esta "guerra" como "La doctrina de Malthus se aplica en la mayoría de los casos con una fuerza diez veces mayor". En secciones posteriores, incluido el resumen, utilizó la frase "lucha por la existencia", que había leído en varios libros, incluido en la Geología de Lyell. El 3 de marzo de 1857 escribió el capítulo 5 de su "gran libro" sobre su teoría, inicialmente titulado "Sobre la selección natural". La sección correspondiente, titulada "Lucha de la Naturaleza", tenía como título alternativo "Guerra de la Naturaleza". Posteriormente cambió el título del capítulo a "La lucha por la existencia como relación con la selección natural" y tituló la sección "La lucha por la existencia", haciendo de este su tema principal para permitir una interpretación más amplia que la de la guerra entre organismos: usó la frase "en un sentido muy amplio" para incluir la dependencia mutua y el entorno físico, como cuando "a menudo se dice que una planta en el borde de un desierto lucha por la existencia" debido a su necesidad de humedad.
En el "Resumen" de su libro, rápidamente escrito y publicado como El origen de las especies en 1859, Darwin hizo su tercer capítulo "La lucha por la existencia". Después de "algunos comentarios preliminares" relacionándolo con la selección natural, y reconociendo que "los mayores De Candolle y Lyell han demostrado en gran medida y filosóficamente que todos los seres orgánicos están expuestos a una competencia severa", escribió que:

Una lucha por la existencia se deriva inevitablemente del alto ritmo al que todos los seres orgánicos tienden a aumentar [de modo que] según el principio del aumento geométrico, su número rápidamente llegaría a ser tan desmesuradamente grande que ningún país podría sustentar el producto. Por lo tanto, a medida que se producen más individuos de los que posiblemente puedan sobrevivir, debe haber en todos los casos una lucha por la existencia, ya sea un individuo con otro de la misma especie, o con los individuos de distintas especies, o con las condiciones físicas de la vida. Es la doctrina de Malthus aplicada con múltiple fuerza a todos los reinos animal y vegetal".

Darwin gradualmente incluyó la idea de que las adaptaciones no se producían desde el nacimiento, sino por presiones externas. Esto describe el cambio de Darwin de la explicación teleológica al pensamiento transmutacionista que influyó en el cambio en la comprensión de la naturaleza por parte de Darwin desde 1837 hasta la década de 1850. A partir de Malthus, Darwin afirma que la idea de una lucha por la existencia le permitió ver que las variaciones favorables se preservarían mientras que las variaciones desfavorables no darían como resultado la evolución de nuevas especies. Así, en la primavera de 1837, Darwin había pasado de apoyar la idea de que cada especie se creaba independientemente a apoyar la noción de que cada especie descendía de otra especie: el cambio de puntos de vista teleológicos a transmutacionistas. En relación con la lucha por la existencia, Darwin explica en El origen de las especies que "las formas que tienen éxito en la lucha por la existencia se consideran ligeramente mejor adaptadas que aquellas con las que han tenido que competir por sus lugares en la economía de la naturaleza". Apoyando esta afirmación, alrededor de 1855, Darwin señaló que la lucha por la existencia produciría diversificación, lo que llevó al principio de divergencia de Darwin. Finalmente, Darwin enfatiza el hecho de que la lucha por la existencia es una metáfora del funcionamiento natural más amplio, más que la lucha literal entre dos organismos individuales. Thomas Henry Huxley, comúnmente conocido como el Bulldog de Darwin, explica claramente la lucha por la existencia en términos de selección natural. Huxley explica que la lucha por la existencia concluye basándose en el hecho de que las poblaciones crecen geométricamente si no se controlan, pero las poblaciones tienden a permanecer constantes en número a lo largo del tiempo.

### Wallace
Alfred Russel Wallace y Darwin llegaron de forma independiente a la teoría de la evolución por selección natural. Al igual que Darwin, Wallace utilizó la idea de Malthus de la lucha por la existencia para llegar a esta conclusión. Además, Wallace fue influenciado por los Principios de geología de Charles Lyell. Lyell analiza una lucha entre organismos que hace que una especie se extinga; Es posible que Wallace haya tomado de este ejemplo la frase lucha por la existencia. Además, Wallace afirmó que fue la colección de los capítulos 3 a 12 del primer volumen de Ensayo sobre el principio de población lo que le ayudó a desarrollar su teoría. "En estos capítulos se incluyen relatos muy detallados de todas las fuentes disponibles sobre las diversas causas que mantienen baja la población de las naciones salvajes y bárbaras". Luego, en 1853, Wallace utilizó por primera vez la frase "lucha por la existencia" al discutir el tema de la esclavitud. En 1855, Wallace había establecido conexiones entre la lucha por la existencia y la población en general. Wallace vio en los escritos de Malthus cómo hay diferentes maneras de mantener bajo control a una población:
"Desde "la ley de la multiplicación en progresión geométrica" (el hecho de que todas las especies tienen el poder de aumentar su número hasta mil veces por año) y "la ley de la población limitada" (el hecho de que el número de seres vivos Los individuos de cada especie típicamente permanecen casi estacionarios), se deduce que hay una lucha por la existencia".
Wallace combinó la idea de la lucha por la existencia con la variación para defender la idea de la "supervivencia del más fuerte".

## Teorías alternativas: ayuda mutua y cooperación

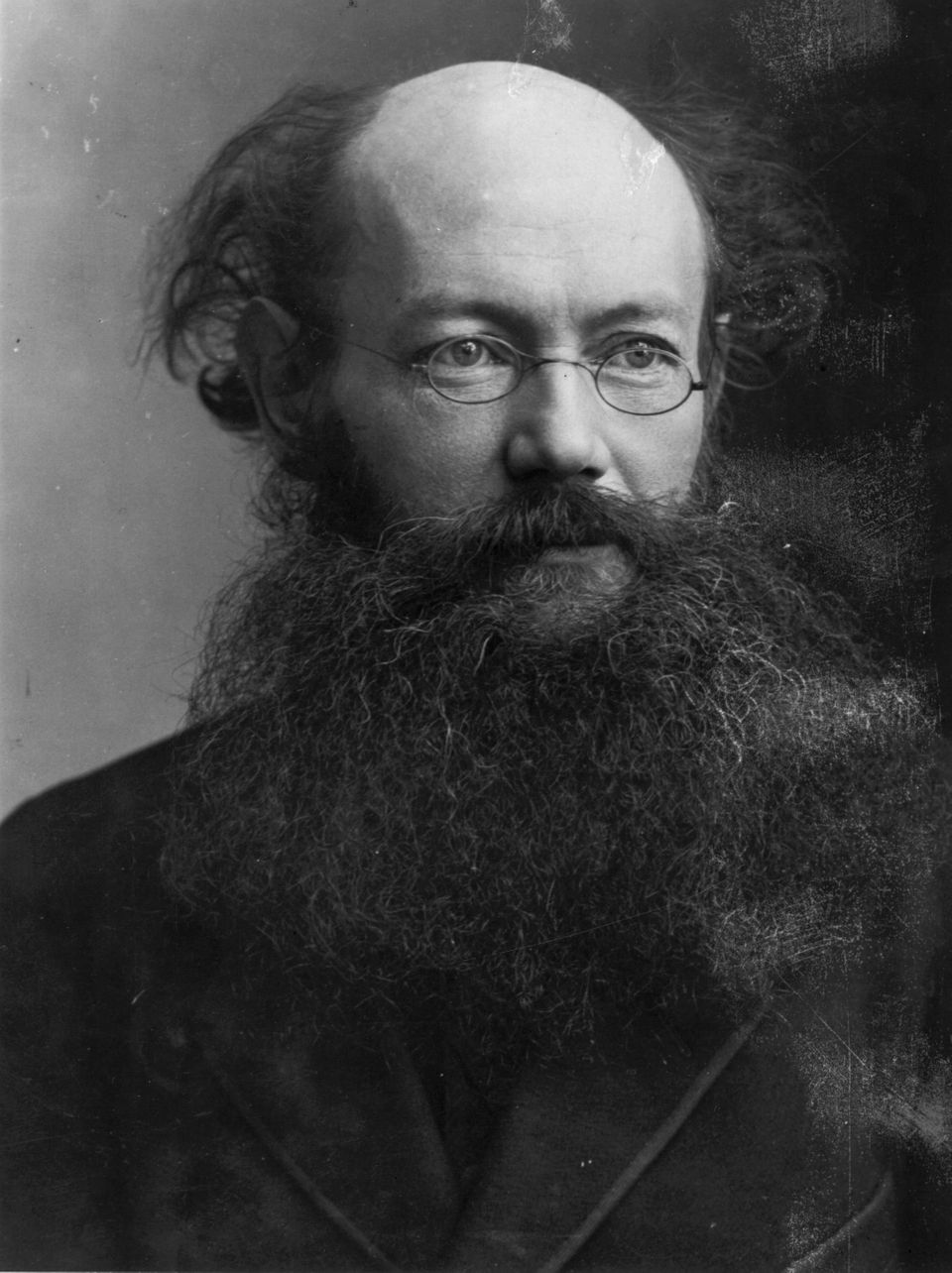
Piotr Kropotkin escribió el libro El apoyo mutuo en respuesta a la idea de la evolución por selección natural.

En Rusia, la idea de "ayuda mutua" se utilizó para explicar la evolución más que la lucha por la existencia. Piotr Kropotkin escribió el libro El apoyo mutuo en respuesta a la idea de la evolución por selección natural. Debido al vasto paisaje y la falta de población en proporción a la tierra, muchos rusos no vieron la lucha por la existencia y no pudieron identificarse con las ideas de Malthus sobre la población. Por lo tanto, se concluyó que la cooperación, que tiene más éxito en la lucha contra el entorno abiótico, que la competencia, es un factor determinante en la selección natural. Más que una lucha por la existencia, la selección natural es una lucha y una ayuda mutuas. Kropotkin creía que Wallace y Darwin vieron la lucha por la existencia debido a su ubicación costera y sus áreas de estudio superpobladas.
Durante la década de 1930 en Estados Unidos, un cambio en la percepción científica hizo que los científicos se alejaran del uso de la lucha por la existencia para explicar las ideas de Darwin y se inclinaran más hacia la idea de la cooperación para el beneficio mutuo. La Escuela de Chicago fue famosa en el siglo XX por su estudio de la ecología. En la Escuela de Chicago, los científicos estudiaron la cooperación y la competencia entre organismos; los hallazgos incluyeron que la competencia funcionaba "como una fuerza tanto cooperativa como desoperativa" a nivel de población.
Warder Clyde Allee, famoso por el efecto Allee, también apoyó esta idea de que la cooperación, además de la lucha por la existencia, impulsaba la evolución. "Allee argumentó que 'la competencia individuo contra individuo, como la que genera el tipo de organización social de orden jerárquico de las bandadas de gallinas, puede servir para construir una unidad social cooperativa mejor preparada para competir o cooperar con otras bandadas a la vez del nivel de grupo que los grupos socialmente no organizados´. La competencia en este caso podría considerarse cooperativa, especialmente si se la considera desde el punto de vista de la selección de grupos". Así, aunque la idea de la lucha por la existencia permaneció excepto con la complejidad añadida de la cooperación dentro de la lucha.
Finalmente, Alfred E. Emerson apoyó afirmaciones similares en este período. Emerson vio una lucha por la existencia a nivel individual, pero vio la lucha necesaria a nivel poblacional para mantener el ecosistema en orden. "Para Emerson, la cooperación era importante porque contribuía a un mayor control homeostático; era la homeostasis el fenómeno de interés". Emerson creía que "lo que parecía competencia individual en un nivel podría ser homeostasis grupal en otro".

## Oposición
La principal oposición a la lucha por la existencia provino de los teólogos naturales que creían en la perfecta armonía y perfección. La creencia de que las criaturas estaban perfectamente adaptadas a su entorno se mantuvo fuerte en la sociedad, e incluso Darwin no abandonó esta creencia hasta que regresó de su viaje en el Beagle. La lucha por la existencia enfrentó controversia en términos de sus implicaciones políticas. Malthus fue criticado por la idea de que los pobres deberían practicar la moderación en el matrimonio. "Las críticas de Malthus a la Antigua Ley de Pobres fueron más odiosas para sus adversarios que cualquier otra cosa que haya escrito". La comprensión de Malthus de la lucha por la existencia y sus escritos como resultado causaron controversia. Además, los críticos dijeron que Malthus "nunca aclaró por completo su mente de la deprimente teoría que comenzó".

## Aplicación actual
Hoy, la lucha por la existencia es una idea ampliamente aceptada que ayuda a explicar y justificar la teoría de la selección natural. Sin embargo, K. D. Bennett sostiene que la lucha por la existencia sólo está presente en escalas geográficamente pequeñas. Señala que "a medida que los climas fluctúan en las escalas de tiempo de Milankovitch, la tendencia de las poblaciones a aumentar exponencialmente se hace realidad, las distribuciones aumentan enormemente y cualquier lucha por la existencia se relaja o elimina".